# Panyptila sanctihieronymi
El vencejo tijereta grande, vencejo tijereta mayor,  vencejo golondrino mayor o macuá mayor (Panyptila sanctihieronymi) es una especie de ave apodiforme de la familia de los vencejos (Apodidae). Su área de distribución incluye México) y América Central (Guatemala, El Salvador, Honduras, Nicaragua, Costa Rica). Su hábitat consiste de bosque tropical y subtropical, y matorrales. No tiene subespecies reconocidas.